# 1760 Sandra
Az 1760 Sandra (ideiglenes jelöléssel 1950 GB) a Naprendszer kisbolygóövében található aszteroida. Ernest Leonard Johnson fedezte fel 1950. április 10-én, Johannesburgban.